# سهيموس الإيمساني
غايوس يوليوس سوهيموس فيلوكايسر فيلورومايوس Gaius Julius Sohaemus Philocaesar Philorhomaeus ،   المعروف أيضًا باسم سهيموس الإمساني (الحمصي) Sohaemus of Emesa و سيهموس السوفيني Sohaemus of Sophene ( (باليونانية: Γάιος Ιούλιος Σόαιμος Φιλοκαίσαρ Φιλορωμαίος)‏ ، سوهيموس ربما الاسم باللغة العربية يعني سُهيم، سهم صغير ، Philocaesar Philoromaios ، يعني في اليونانية محب قيصر ، محب روما ) كان أميرًا وعميلًا روميًا وكاهنًا ملكًا من سوريا عاش في القرن الأول الميلادي.
كان سوهيموس أحد أفراد العائلة الملكية لإميسية (الحمصية). كان الابن الثاني المولود والطفل للكاهن الملك سمبسيكارموس الثاني الذي حكم مملكة إميسا من 14 حتى 42 م مع الملكة يوتابا Iotapa . كان لديه أخ أكبر يدعى غايوس يوليوس عزيزو Gaius Julius Azizus ، الذي كان الزوج الأول للأميرة دروسيلا (ابنة هيرودس أغريبا الأول) دروسيلا (ابنة هيرودس أغريبا الأول) الهيرودية التي لها شقيقتان، يوتابا (ابنة سامبساميراموس الثاني) التي تزوجت من أمير هيرودياني أريستوبولوس الأصغر و يوليا ماميا .  ولد سوهيموس وترعرع في إميسا . كان جده لأبيه الكاهن السابق للملك الحمصي يامبليخوس الثاني، بينما كان أجداده من الأمراء الملوك الكوماجانيين السابقين ميتريداتس الثالث Mithridates III وزوجته ابنة عمه يوتابا.
توفي عزيزوس في 54 م وخلف سهيموس أخاه كملك كاهن. حكم من 54 حتى وفاته عام 73 م وكان كاهنًا لإله الشمس السوري ، والمعروف في الآرامية باسم إل-جبل. في تاريخ غير معروف في عهده ، أصبح سهيموس راعيًا لمستعمرة هليوبوليس الرومية  ( بعلبك الحديثة ، لبنان ). تكريما لرعايته لهليوبوليس ، تم تخصيص تمثال له مع نقش تكريمي مصاحب له في المدينة.  يقرأ النقش اللاتيني الفخري:
Regi magno C(aio) Iulio Sohaemo regis magni Sam- sigerami f(ilio), philo- caesari et philo- [r]okmaeo, honora- t[o ornamentis] consulari- b[us-------------------------------]. patrono coloniae (duum)viro quinquenn(ali) L(ucius) Vitellius L(uci) f(ilius) Fab(ia tribu) Soss[i]a[nus].
يكرس النقش ويكرم سامسبايسراموس الثاني مع كل من ابنه سوهيموس كملك عظيم [Regis Magni].  في النقش ، يتم تكريم سوهيموس باعتباره duumveir quinquennalis ؛ راعي مستعمرة هليوبوليس ومنح وسام القنصلية الفخرية.  
في السنة الأولى من حكمه، سواء في عهد الإمبراطور الرومي كلوديوس أو نيرو ، تلقى سوهيموس في المقاطعة الرومية سوفيني للحكم. بما أن سوفيني كانت بالقرب من منابع نهر دجلة ، فقد تمكن من وضع رماته لدرء البارثيين .  في 56 ، تزوج سوهيموس من قريبه التي كانت الأميرة دروسيلا الموريتنية . كانت بمنت العاهل الروماني الراحل بطليموس من موريتانيا وجوليا أورانيا . كانت دروسيلا الحفيدة الأكبر للملكة اليونانية البطلمية كليوباترا السابعة في مصر و مارك أنتوني .
في عهد سوهيموس ، ازدادت علاقات إميسا مع الحكومة الرومية. عندما أصبح فيسباسيان في عام 69 إمبراطورًا روميًا ، كان سوهيموس من بين أول من أقسم الولاء له.  تحت إمرته ، أرسلت إميسا إلى الجيش الرومي دفعات منتظمة من الرماة وساعدتهم في حصارهم للقدس في 70. في عام 72 ، وساهمت قوات سوهيموس مع الجنرال الروميلوسيوس كايسينيوس بايتوس Caesennius Paetus الذي كان رئيس للفيلق السادس المدرع ، في ضم مملكة كوماجيني.
كان دروسيلا ملكة عقيلة سوهيموس. أنجبت له ابن يسمى غايوس يوليوس اليكسيون Gaius Julius Alexio ، والمعروف أيضًا باسم اليكسيون الثاني. عندما مات سوهيموس، دفن في قبر أجداده في حمص وخلفه ابنه. من خلال ابنه ، سيكون لدى سوهيموس أحفاد مختلفة تحكم على عرش ايمسا ومن بين أولئك الذين ادعوا لهم أصلُا من هذه العائلته ملكة تدمر ، زنوبيا .